# LAMOST

郭守敬望远镜(红色)和其他著名光学望远镜主镜面积比较，点选影像可看大图。

大天区面积多目标光纤光谱天文望远镜（英語：Large Sky Area Multi-Object Fiber Spectroscopy Telescope），是位于中国河北省的国家天文台兴隆观测站的一种大型中星仪式反射施密特望远镜。LAMOST和传统天文望远镜的不同之处是，它可以对较大的天区范围（20平方度）内的4000个目标的光谱进行长时间的跟踪积分记录（积分时间可至1.5小时），在1.5小时曝光时间内以1纳米的光谱分辨率可以观测到20.5等的暗弱天体的光谱。该望远镜由中国科学院承建，计划对1000万颗银河系恒星以及数百万个星系进行为期5年的光谱巡天。 该项目预算为2.35亿元人民币。

## 命名
在2010年4月17日，大天区面积多目标光纤光谱天文望远镜被正式冠名为“郭守敬望远镜”。

## 构成
LAMOST由光学系统、机械结构系统、控制系统、光纤系统、光谱仪和CCD系统、计算机集成和观察室共7个子系统构成。

## 原理
LAMOST是一种中星仪式反射施密特望远镜，它由在北端的反射施密特修正板MA、在南端的球面主镜MB和在中间的焦面构成。球面主镜及焦面固定在地基上，反射施密特修正板作为定天镜跟踪天体的运动，望远镜在天体经过中天前后时进行观测。天体的光经MA反射到MB，再经MB反射后成像在焦面上。焦面上放置的光纤，将天体的光分别传输到光谱仪的狭缝上，然后通过光谱仪后的CCD探测器同时获得大量天体的光谱。

## 历史
该项目由中国科学院院士王绶琯、苏定强为首的研究集体建议，得到了天文界广泛的支持，由中国科学院提出，经过反复论证，于1996年列为国家重大科学工程项目，1997年4月得到国家计委关于项目建议书的批复，1997年8月29日得到国家计委关于项目可行性研究报告的批复。
- 2005年已完成假設工程（圍籬、整地等）以及觀測室、主體建築等基礎建設。
- 2006年完成光學鏡片的測試（3－7片鏡片的組裝）與250條光纖、1個光譜儀、2個CCD。
- 2007年7月：完成小系統的驗收[2]。小系统包括3米口徑的鏡面，250根光纖和一台光譜儀，以及LAMOST完整的機架、跟蹤和控制系統。
- 2007年完成24片平面鏡（MA）、37片球面鏡（MB）的組裝與測試與全部4,000條光纖、16個光譜儀、32個CCD。
- 2008年10月16日建成。
- 2009年6月4日通过国家竣工验收。
- 2010年4月17日正式冠名为“郭守敬望远镜”[3]。

## 光学性能
LAMOST 被配置为具有主动光学器件的反射式施密特望远镜。 有两个镜面，每个镜面由许多 1.1 米 (p-p) 的六边形可变形部分组成。第一个镜子 MA（24块六角形球面子镜组成，适合 5.72×4.4 m 的矩形）是地面圆顶中的施密特改正板。近乎平面的反射镜 MA 将光线反射到南面，沿着一个大的倾斜隧道（水平以上 25°）向上反射到更大的球面聚焦镜 MB（37块，适合 6.67×6.09 m 的矩形）。这会将光线引导到直径为1.75米的焦平面，对应于五度视场。 焦平面平铺着4000个光纤定位单元，每个光纤定位单元连通一根光纤，将光传输到下面的16个250通道光谱仪中的一个。
每个光谱仪有两个 4k×4k CCD相机，使用 e2v CCD 芯片，“蓝色”(370–590 nm)和“红色”(570–900 nm)面； 该望远镜还可以在范围为510-540 和 830-890 nm的更高光谱分辨率模式下使用。
望远镜有效通光口径4米，可觀測南緯10度以北的天空，观测低赤纬天区时略大，观测高赤纬天区时略小。焦距为20米，相应的焦比为5。反射施密特改正板应用既有控制拼镜面的共面，又有控制单块薄镜面的非球面面形的主动光学新技术。它将两种主动光学技术集于一身，不仅用于校正望远镜的安装误差、加工误差和重力变形，更主要的是用于校正球面主镜的球差，达到施密特望远镜具有的大视场。

## 科学目标
该望远镜将进行广域调查，称为“银河理解和演化的LAMOST实验”("LAMOST Experiment for Galactic Understanding and Evolution",或缩写：LEGUE)。 LAMOST 的特定科学目标包括：
- 在河外光譜巡天：可觀測107個星系（大尺度宇宙結構、星系物理）
- 在恒星光譜巡天：可觀測107顆恆星（星系結構、恆星物理）
- 在天體多波段交叉證論上：可觀測106個類星體（多光帶天體物理學）

人们还希望所产生的大量数据将带来更多的意外发现。 早期调试观测已经能够通过光谱确认一种基于红外颜色识别类星体的新方法。该望远镜的总体目标是将中国天文学带入21世纪，在广域光谱学和大尺度、大样本天文学和天体物理学领域发挥主导作用。

## 早期成果
2011年的一次研讨会有报告指出：最初光纤定位器的准确性存在问题，导致数据吞吐量不足:10–12，但这可以通过添加另一个校准步骤来纠正。
同样的报告还指出，望远镜的地理位置，距北京西北仅115 km（71 mi）:9，选址远非理想，因处于大气和光污染程度较高的地区。 该望远镜总体而言令人失望，该站点每年接收仅有120个晴朗的夜晚。
第一个LAMOST数据发布于2013年6月 (DR1)。 随后的数据发布发生在2014年 (DR2)、2015年 (DR3)、2016年 (DR4)、2017年 (DR5)、2018年 (DR6)、2019年 (DR7)，最近的数据发布 DR8 发生在 2020年5月。